# Wolodymyr Martynenko
Wolodymyr Nykyforowytsch Martynenko (* 6. Oktober 1923 in Horbuliw (ukrainisch Горбулів, Gouvernement Wolhynien, Ukrainische SSR); † 18. April 1988 in Kiew) war ein ukrainisch-sowjetischer Diplomat und Politiker. Martynenko war zwischen 1980 und 1984 Außenminister der Ukrainischen SSR.

## Leben und Wirken
Wolodymyr Martynenko studierte bis 1951 an der Fakultät für internationale Beziehungen der Taras-Schewtschenko-Universität in Kiew und promovierte 1964 an der Akademie der Sozialwissenschaften des ZK der KPdSU.
Von 1965 bis 1968 war er Mitarbeiter an der sowjetischen Botschaft in Kanada, und daraufhin bis 1973 stellvertretender Außenminister der Ukrainischen SSR. 1973 wurde er Außerordentlicher und bevollmächtigter Botschafter der Ständigen Vertretung der Ukrainischen SSR bei den Vereinten Nationen in New York um 1979 wieder bis 1980 in das Amt des stellvertretenden Außenministers zu wechseln.
Vom 18. November 1980 bis zum 28. Dezember 1984 war Wolodymyr Martynenko schließlich Außenminister der Ukrainischen Sozialistischen Sowjetrepublik. Danach war er bis zu seinem Tode Wissenschaftlicher Mitarbeiter des Instituts für Geschichte der Ukraine.
1981 war Martynenko Delegierter auf dem XXVI. Parteitag der KPdSU und zwischen 1981 und 1985 war er Mitglied der Kommunistischen Partei der Ukraine. Außerdem war er Abgeordneter der Werchowna Rada der Ukrainischen SSR.

## Ehrungen
Martynenko bekam unter anderem den Orden des Roten Banners der Arbeit, den Orden des Vaterländischen Krieges II. Klasse, den Orden des Roten Sterns und den Orden der Völkerfreundschaft verliehen.